# Scaptodrosophila abdita
Scaptodrosophila abdita is een vliegensoort uit de familie van de fruitvliegen (Drosophilidae). De wetenschappelijke naam van de soort is voor het eerst geldig gepubliceerd in 1999 door Papp, Racz & Bachli.